# إدوارد بلوخ
إدوارد بلوخ (بالألمانية: Eduard Bloch) هو طبيب نمساوي، ولد في 30 يناير 1872 في Hluboká nad Vltavou ‏ في التشيك، وتوفي في 1 يونيو 1945 في ذا برونكس في الولايات المتحدة بسبب سرطان المعدة.